# Engelsfelsen
Bühlertaler Engelsfelsen ist der Name einer Einzellage in Bühlertal im Tal der Bühlot in Baden-Württemberg. Der Weinberg verdankt seinen Namen einem Felsen in Form eines Engels.

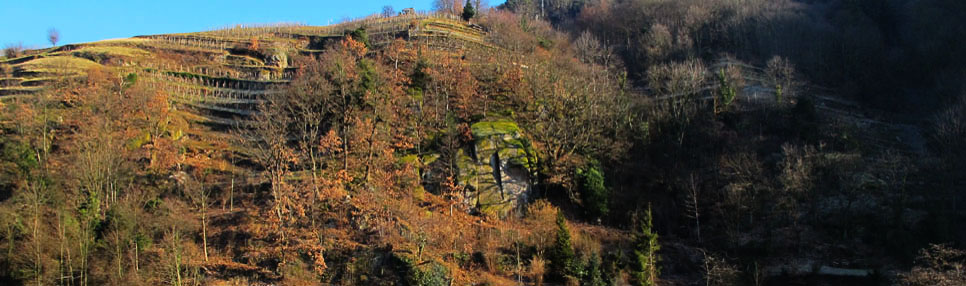
Der Engelsberg im Herbst

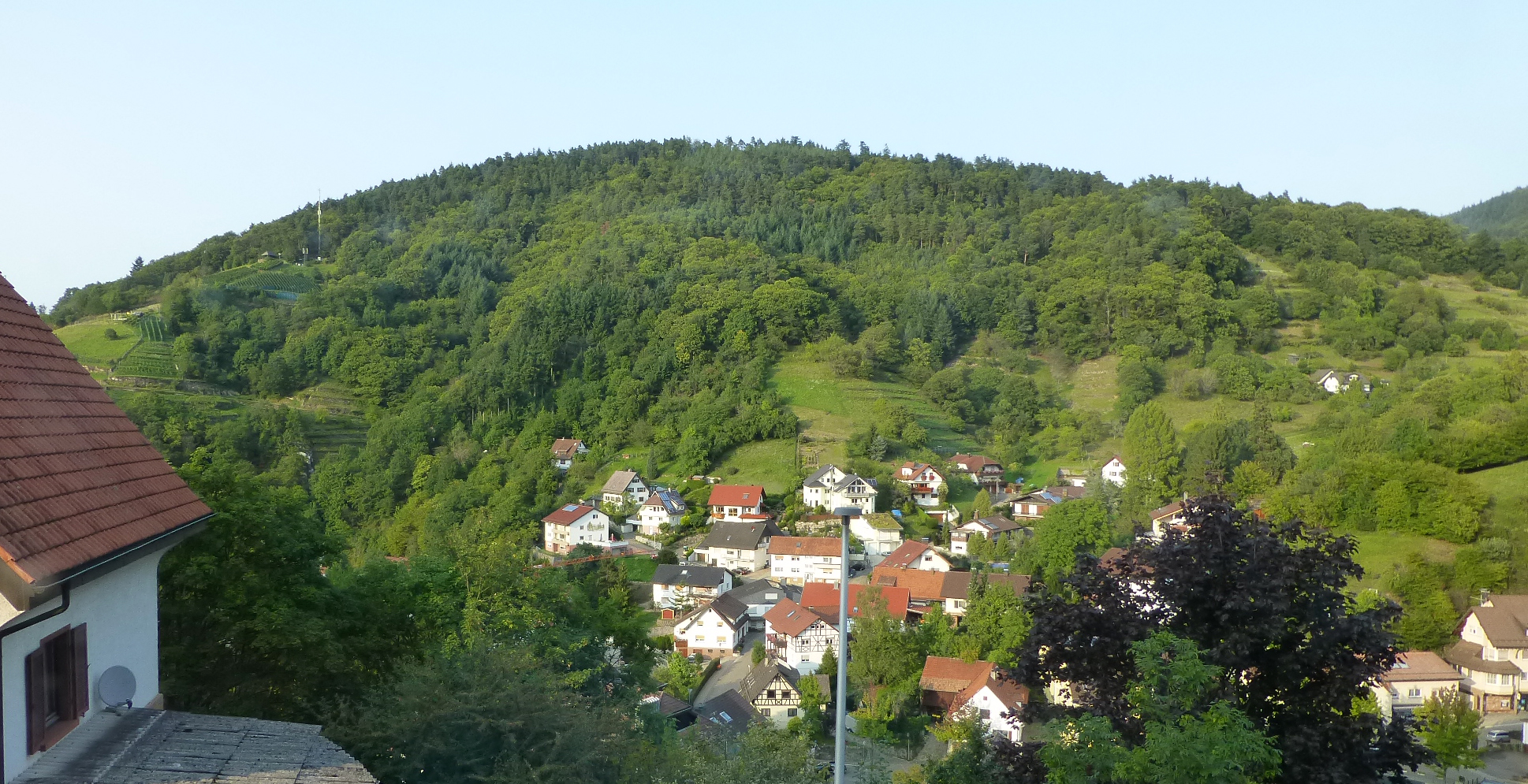
Lage Engelsfelsen in Bühlertal

Die Weinlage liegt innerhalb des Weinbaugebiets Baden und gehört zum Bereich Ortenau an den Hängen des Nordschwarzwalds. Die Böden sind basenarme, schwach saure Skelettböden mit geringen Lößanteilen.
Überwiegend (knapp 80 %) wird in dieser Lage Spätburgunder angebaut. Es sind 54,5 ha als Rebfläche ausgewiesen, davon werden aber nur knapp 48 ha bewirtschaftet. Die Lage gilt mit bis zu 75° Neigung als steilste Weinlage Europas. Hier sind die Winzer immer noch auf Handarbeit und Muskelkraft angewiesen (→ Steillagenweinbau).
Da die Bewirtschaftung kommerziell unrentabel ist und viele der Eigentümer zu alt sind, um die beschwerliche Arbeit zu verrichten, nutzt der Förderverein Engelsberg Bühlertal e.V. einen Teil der Fläche als lebendiges Weinbergmuseum.
Der seit April 2014 eröffnete Engelssteig bringt Wanderern und Kletterern den historischen Weinbau näher.